# Szmaragdowa przygoda
Szmaragdowa przygoda – debiutancki album zespołu Mister Dex wydany przez wytwórnię Blue Star w czerwcu 1994 roku.

## Lista utworów
Strona A
1. "Szmaragdowa przygoda" (muz. i sł. Piotr Bechcicki)
2. "Hej D.J." (muz. i sł. Piotr Bechcicki)
3. "Rzeka kłamstw" (muz. i sł. Piotr Bechcicki)
4. "Koralowy rejs" (muz. i sł. Piotr Bechcicki)
5. "Taniec z deszczem" (muz. i sł. Piotr Bechcicki)

Strona B
1. "Twój Romeo" (muz. i sł. Piotr Bechcicki)
2. "W oczy patrz" (muz. i sł. Piotr Bechcicki)
3. "Pamiętniki" (muz. i sł. Piotr Bechcicki)
4. "Za twój dotyk" (muz. i sł. Piotr Bechcicki)
5. "Fregata" (muz. i sł. Piotr Bechcicki)